# Joan of Arc (epos)

Jean Auguste Dominique Ingres, Joanna d’Arc na koronacji Karola VII

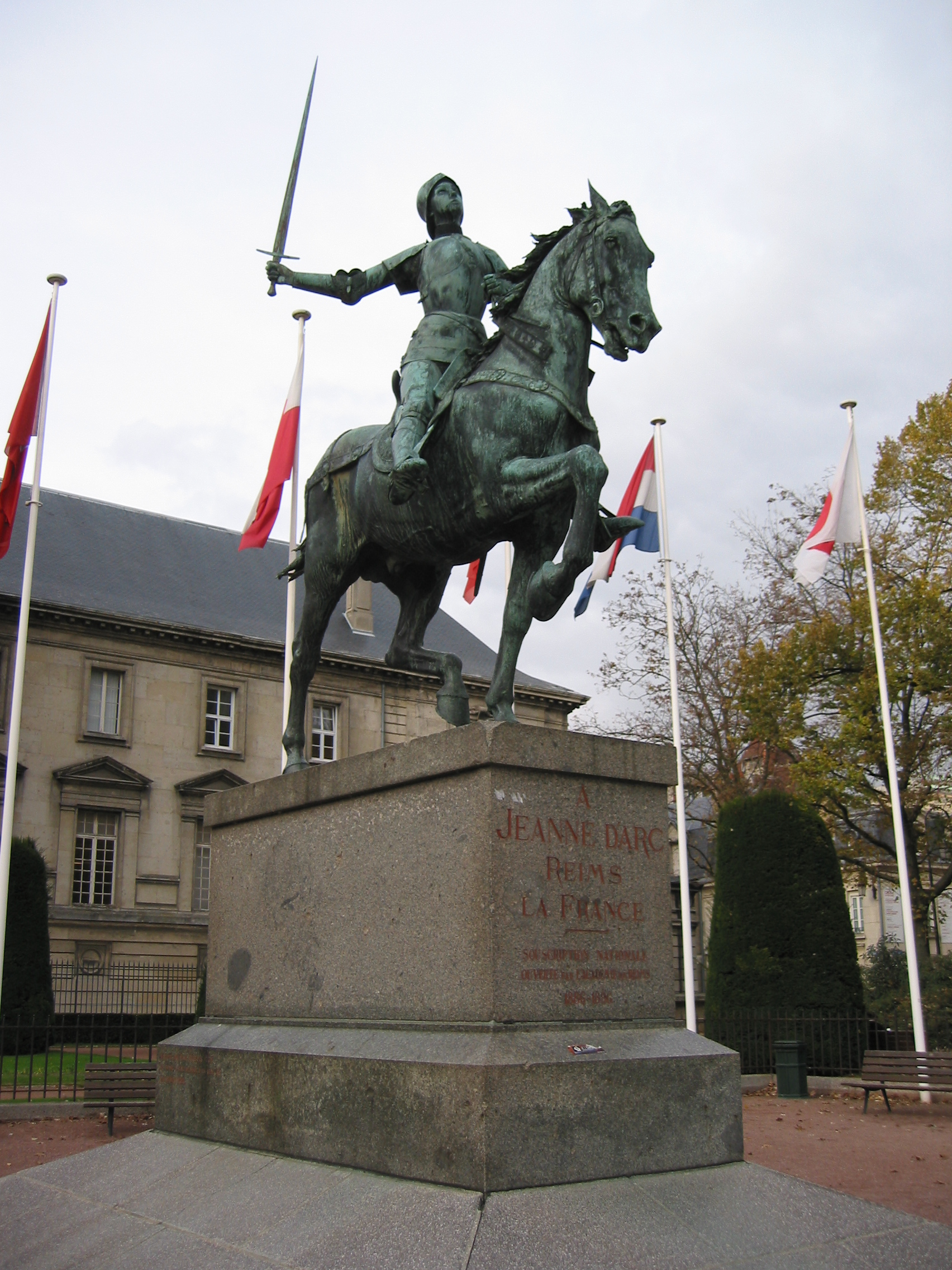
Pomnik konny Joanny d'Arc w Reims

Joan of Arc – poemat epicki angielskiego poety romantycznego Roberta Southeya, opublikowany w 1796. Opowiada o czynach Joanny d’Arc, która w XV wieku poprowadziła Francuzów do zwycięskiej walki z Anglikami, okupującymi ich kraj. Zawiera akcenty rewolucyjne. Utwór jest napisany wierszem białym (blank verse), czyli nierymowanym pentametrem jambicznym, wykorzystywanym w literaturze angielskiej w największych dziełach epickich i dramatycznych od XVI wieku. Składa się z dziesięciu ksiąg.
And now beneath the horizon westering slow 

Had sunk the orb of Day: o'er all the vale 

A purple softness spread, save where the tree 

Its giant shadow stretch'd, or winding stream 

Mirrored the light of Heaven, still traced distinct 

When twilight dimly shrouded all beside. 

A grateful coolness freshened the calm air. 

And the hoarse grasshoppers their evening song 

Sung shrill and ceaseless, as the dews of night 

Descended.

(Księga druga)